# 馬什魯姆島
68°53′S 67°53′W / 68.883°S 67.883°W
馬什魯姆島（英語：Mushroom Island），是南極洲的島嶼，位於葛拉漢地西岸的法利埃海岸，處於貝爾托角西南面18公里，由英國探險隊繪入地圖，現時由南極條約體系管理。